# Polytrichum giganteum
Polytrichum giganteum là một loài rêu trong họ Polytrichaceae. Loài này được Hook. mô tả khoa học đầu tiên năm 1818.